# Teorema da não-exclusão
Em física, o teorema da não-exclusão da teoria da informação quântica é um teorema de proibição que afirma que, em geral, dado duas cópias de algum estado quântico arbitrário, é impossível excluir uma das cópias. É um dual reverso no tempo ao teorema da não-clonagem, o qual afirma que estados arbitrários não podem ser copiados. Foi comprovado por Arun K. Pati e Samuel L. Braunstein. Intuitivamente, isso ocorre porque a informação é conservada sob evolução unitária.
Este teorema parece notável, porque, em muitos sentidos, os estados quânticos são frágeis; o teorema afirma que, em um caso particular, eles também são robustos.
O teorema da não-exclusão, juntamente com o teorema da não-clonagem, fundamenta a interpretação da mecânica quântica em termos de teoria das categorias, e, em particular, como uma categoria monoidal simétrica com dual. Esta formulação, conhecida como mecânica quântica categórica, por sua vez permite que se estabeleça uma conexão da mecânica quântica com a lógica linear como a lógica da teoria da informação quântica (em analogia exata à lógica clássica sendo fundamentada em categorias fechadas cartesianas).

## Visão Geral
Suponha que existam duas cópias de um estado quântico desconhecido. Uma pergunta pertinente neste contexto é se é possível, dadas duas cópias idênticas, excluir uma delas usando operações mecânicas quânticas? Acontece que não é possível. O teorema da não-exclusão é uma consequência da linearidade da mecânica quântica. Assim como o teorema da não-clonagem, isso tem implicações importantes na computação quântica, teoria da informação quântica e na mecânica quântica em geral.
O processo de exclusão quântica leva duas cópias de um estado quântico arbitrário e desconhecido na porta de entrada e produz um estado em branco junto com o original. Matematicamente, isso pode ser descrito por:
{\displaystyle U|\psi \rangle _{A}|\psi \rangle _{B}|A\rangle _{C}=|\psi \rangle _{A}|0\rangle _{B}|A'\rangle _{C}}
onde {\displaystyle U} é um operador unitário, {\displaystyle |\psi \rangle _{A}} é o estado quântico desconhecido, {\displaystyle |0\rangle _{B}} é o estado em branco, {\displaystyle |A\rangle _{C}} é o estado inicial da máquina de exclusão e {\displaystyle |A'\rangle _{C}} é o estado final da máquina.
É importante notar que bits clássicos podem ser copiados e excluídos, assim como qubits em estados ortogonais. Por exemplo, se temos dois qubits idênticos {\displaystyle |00\rangle } e {\displaystyle |11\rangle }, então podemos transformá-los em {\displaystyle |00\rangle } e {\displaystyle |10\rangle }. Neste caso, excluímos a segunda cópia. No entanto, decorre da linearidade da teoria quântica que não existe um {\displaystyle U} que possa realizar a operação de exclusão para qualquer estado arbitrário {\displaystyle |\psi \rangle }

## Declaração Formal
Dado três espaços de Hilbert para os sistemas {\displaystyle A,B,C}, tais que os espaços de Hilbert para os sistemas {\displaystyle A,B} são idênticos.
Se {\displaystyle U} é uma transformação unitária, e {\displaystyle |A\rangle _{C}} é um estado ancilla, tal que {\displaystyle U|\psi \rangle _{A}|\psi \rangle _{B}|A\rangle _{C}=|\psi \rangle _{A}|0\rangle _{B}|A_{\psi }\rangle _{C},\quad \forall |\psi \rangle }onde o estado final do ancilla {\displaystyle |A_{\psi }\rangle _{C}} pode depender de {\displaystyle |\psi \rangle }, então {\displaystyle U} é uma operação de troca, no sentido de que o mapeamento {\displaystyle |\psi \rangle _{A}\mapsto |A_{\psi }\rangle _{C}} é um embutimento isométrico.

### Prova
O teorema é válido para estados quânticos em um espaço de Hilbert de qualquer dimensão. Para simplicidade, 
considere a transformação de exclusão para dois qubits idênticos. Se dois qubits estão em estados ortogonais, então a exclusão requer que 
{\displaystyle |0\rangle _{A}|0\rangle _{B}|A\rangle _{C}\rightarrow |0\rangle _{A}|0\rangle _{B}|A_{0}\rangle _{C}},
{\displaystyle |1\rangle _{A}|1\rangle _{B}|A\rangle _{C}\rightarrow |1\rangle _{A}|0\rangle _{B}|A_{1}\rangle _{C}}
Seja {\displaystyle |\psi \rangle =\alpha |0\rangle +\beta |1\rangle } o estado de um qubit desconhecido. Se temos duas cópias de um qubit desconhecido, então pela linearidade da transformação de exclusão temos 
{\displaystyle |\psi \rangle _{A}|\psi \rangle _{B}|A\rangle _{C}=[\alpha ^{2}|0\rangle _{A}|0\rangle _{B}+\beta ^{2}|1\rangle _{A}|1\rangle _{B}+\alpha \beta (|0\rangle _{A}|1\rangle _{B}+|1\rangle _{A}|0\rangle _{B})]|A\rangle _{C}}
{\displaystyle \qquad \rightarrow \alpha ^{2}|0\rangle _{A}|0\rangle _{B}|A_{0}\rangle _{C}+\beta ^{2}|1\rangle _{A}|0\rangle _{B}|A_{1}\rangle _{C}+{\sqrt {2}}\alpha \beta |\Phi \rangle _{ABC}.}
Na expressão acima, a seguinte transformação foi utilizada: 
{\displaystyle 1/{\sqrt {2}}(|0\rangle _{A}|1\rangle _{B}+|1\rangle _{A}|0\rangle _{B})|A\rangle _{C}\rightarrow |\Phi \rangle _{ABC}.}
No entanto, se conseguíssemos excluir uma cópia, então, na porta de saída da máquina de exclusão, o estado combinado deveria ser
{\displaystyle |\psi \rangle _{A}|0\rangle _{B}|A'\rangle _{C}=(\alpha |0\rangle _{A}|0\rangle _{B}+\beta |1\rangle _{A}|0\rangle _{B})|A'\rangle _{C}}
Em geral, esses estados não são idênticos e, portanto, podemos dizer que a máquina falha em excluir uma cópia. Se exigirmos que os estados finais de saída sejam os mesmos, veremos que há apenas uma opção:
{\displaystyle |\Phi \rangle =1/{\sqrt {2}}(|0\rangle _{A}|0\rangle _{B}|A_{1}\rangle _{C}+|1\rangle _{A}|0\rangle _{B}|A_{0}\rangle _{C}),}
e
{\displaystyle |A'\rangle _{C}=\alpha |A_{0}\rangle _{C}+\beta |A_{1}\rangle _{C}.}
Uma vez que o estado final {\displaystyle |A'\rangle } do ancilla é normalizado para todos os valores de {\displaystyle \alpha ,\beta }, deve ser verdade que {\displaystyle |A_{0}\rangle _{C}} e {\displaystyle |A_{1}\rangle _{C}} são ortogonais. Isso significa que a informação quântica está simplesmente no estado final do ancilla. Sempre é possível obter o estado desconhecido a partir do estado final do ancilla usando uma operação local no espaço de Hilbert do ancilla. Assim, a linearidade da teoria quântica não permite que um estado quântico desconhecido seja excluído perfeitamente.

## Consequência
- Se fosse possível excluir um estado quântico desconhecido, então, usando dois pares de estados EPR, poderíamos enviar sinais mais rápidos que a luz. Assim, a violação do teorema da não-exclusão é inconsistente com a condição de não-sinalização.
- Os teoremas da não-clonagem e da não-exclusão apontam para a conservação da informação quântica.
- Versões mais fortes do teorema da não-clonagem e do teorema da não-exclusão proporcionam permanência à informação quântica. Para criar uma cópia, deve-se importar a informação de alguma parte do universo e para excluir um estado é necessário exportá-lo para outra parte do universo onde continuará a existir.